# ロバート・バトラー・ウィルソン
ロバート・バトラー・ウィルソン（Robert Butler Wilson, Jr., 1937年5月16日 - ）は、アメリカ合衆国の経済学者。ネブラスカ州出身。1959年にハーバード大学から学士号を取得、1963年に経営学博士号を取得した。1964年までカリフォルニア大学バークレー校の助教授を務めた後、スタンフォード大学に移り、2004年から名誉教授。1999年にはEconometric Society会長を務めた。
電気通信周波数のオークションの世界標準を設定し、オークション理論とその応用を形成した。かつての指導学生であったポール・ミルグロムとともに2020年ノーベル経済学賞を受賞した。

## 受賞歴
- 2007年 トムソン・ロイター引用栄誉賞[1]
- 2014年  Golden Goose Award
- 2015年 BBVA Foundation Frontiers of Knowledge Award
- 2018年 ジョン・カーティー賞
- 2020年 ノーベル経済学賞